# Claire Tran
Pour les articles homonymes, voir Tran.
 (juin 2018).
Si vous disposez d'ouvrages ou d'articles de référence ou si vous connaissez des sites web de qualité traitant du thème abordé ici, merci de compléter l'article en donnant les références utiles à sa vérifiabilité et en les liant à la section « Notes et références ».
Claire Tran est une actrice et danseuse franco-britannique, née en 1986 à Londres.

## Filmographie
Sauf indication contraire, les informations mentionnées dans cette section peuvent être confirmées par les bases de données cinématographiques IMDb et Allociné,  présentes dans la section « Liens externes ».

### Cinéma

#### Longs métrages
- 2013 : Les Salauds de Claire Denis : l'infirmière
- 2014 : Eden de Mia Hansen-Løve : Midori
- 2014 : Lucy de Luc Besson : l’hôtesse de l’air
- 2014 : Sils Maria d'Olivier Assayas : l'assistante londonienne de Maria
- 2015 : Comme ils respirent (documentaire) de Claire Patronik : elle-même
- 2016 : The Model de Mads Matthiesen : Mika
- 2017 : Valérian et la Cité des mille planètes de Luc Besson : sergent de la salle de contrôle / Bubble Glamopod
- 2017 : Un beau soleil intérieur de Claire Denis : l'admiratrice de l'acteur
- 2018 : High Life de Claire Denis : Mink
- 2018 : Amanda de Mikhael Hers : Lydia
- 2019 : The Thin Man de John-Paul Davidson (en) et Stephen Warbeck
- 2019 : La Grande Classe de Julien War et Rémy Four : Elise Trahn

#### Courts métrages
- 2007 : Out de Vincent Hazard
- 2010 : La Planète encore de Jean Giraud et Geoffrey Niquet : Atan
- 2010 : Propriété privée de Nicolas Wallyn : Laura
- 2011 : Le Jour le plus court d'Alexandre Athané : la fille aux cheveux courts
- 2011 : Talea de Grégoire Letouvet
- 2012 : Entre les corps d'Anaïs Sartini : Hannah
- 2013 : La Tête sur les épaules de Renaud Ducoing : Ting
- 2013 : Le Premier Pas de Rose Curings
- 2014 : Un conte de la Goutte d'Or de Dyana Gaye : Myrha
- 2014 : La République des cru-cruneurs de Gwenael Mulsant : Camille
- 2016 : Paraisopolis (court métrage Canal+) : Chantal[réf. nécessaire]
- 2017 : Pour la galerie de Philippe Safir : Rose Millet
- 2018 : La Science de l'amour : Doriane[réf. nécessaire]

### Télévision
- 2012 : Bankable (téléfilm) de Mona Achache : Pomme
- 2014 : L'Esprit de famille (téléfilm) de Frédéric Berthe : la secrétaire du juge
- 2014 - 2016 : Fais pas ci, fais pas ça (série télévisée) : Ysée, la petite amie de Charlotte Lepic
- 2015 : Episodes (série télévisée, saison 4, épisode 3) : la femme de la maroquinerie
- 2015 : Une chance de trop (mini-série) de François Velle : Martinez
- 2018 : Nox (mini-série, épisode 3) de Mabrouk El Mechri: Emma, la superviseuse
- 2019 : Thanksgiving (mini-série) de Nicolas Saada : Julie
- 2021 : I3P (mini-série) de Jérémy Minui : Sophie Tran

### Autres
- 2015 : Safety Video Air France[1]

## Danse
- 2006–2008 : Conditions humaines et Sade, le Théâtre des Fous (Marie-Claude Pietragalla, Pietragalla Compagnie)
- 2009–2010 : Next Days (Hervé Robbe, Centre Chorégraphique National du Havre)
- 2010–2011 : Le Théâtre des opérations (Christian Bourigault, Cie L’Alambic)
- 2011–2013 : Tout est normal mon cœur scintille (Jacques Gamblin, Anne Bourgeois)
- 2013 : Marouf, savetier du Caire (opéra) (Peeping Tom, Jérôme Deschamps)
- 2014 : Castor et Pollux (opéra) (Andonis Fondiadakis, Christian Schiaretti)
- 2016 : Nine Dresses (Lucinda Childs)